# وینچنزو زانزی
وینچنزو زانزی (انگلیسی: Vincenzo Zanzi؛ زادهٔ ۲۰ سپتامبر ۱۹۷۸) بازیکن فوتبال اهل ایتالیا است.
از باشگاه‌هایی که در آن بازی کرده‌است می‌توان به باشگاه فوتبال بروملی و باشگاه فوتبال رامزگیت اشاره کرد.